# Kim Weon-kee
Dans ce nom, le nom de famille, Kim, précède le nom personnel coréen.
Kim Weon-kee ou Kim Won-gi (en hangeul : 김원기, hanja : 金原基), né le 6 janvier 1962 à Hampyeong, Jeollanam-do et mort le 27 juillet 2017, est un lutteur sud-coréen, spécialiste de lutte gréco-romaine.
Il est médaillé d'or aux Jeux olympiques d'été de 1984.